# Sejrskoalitionen
Sejrskoalitionen (arabisk: ائتلاف النصر, engelsk: Victory Alliance), er en islamistisk, irakisk politisk alliance etableret 14. december 2017 af den tidligere irakiske premierminister Haider al-Abadi.
Selvom der til at begynde med eksisterede en større koalition mellem Erobringskoalitionen og Sejrskoalitionen, under navnet Sejr for Irak), forlod Erobringskoalitionen 15. januar denne efter beskyldninger om at grupper fra Sejrskoalitionen havde været involveret i korruption.